# Panzeria redambulo
Panzeria redambulo là một loài ruồi trong họ Tachinidae.